# عدلي الشافعي الابن
عدلي الشافعي الابن (ولد في 1 تشرين الثاني / نوفمبر 1973) هو لاعب كرة مضرب مصري تنافس في كأس ديفيس. لعب 2 مباريات في كأس ديفيس. حياته المهنية عالية في رابطة محترفي التنس الترتيب الفردي هو 1,071 وهو ما تحقق في 3 آب / أغسطس 1992.